# Строительство 213
Строительство 213 и исправительно-трудовой лагерь (Управление исправительно-трудового лагеря и строительства № 213) — подразделение ГУЛАГа (с 13 сентября 1940 года до 1941 года — в Главном управлении лагерей гидротехнического строительства НКВД) в бухте Находка Будённовского района Приморского края (1939—1941).
Организован 14 декабря 1939 года для возведения перевалочной базы ГУСДС НКВД СССР. С момента основания находился в подчинении ГУЛАГа. Имел адрес: Приморский край, бухта Находка, п/я 76. Производственная деятельность: строительство гражданского порта с промышленными предприятиями и подсобными хозяйствами в бухте Находка.
Численность лагеря:
- в мае 1940 года — 3545 человек (первые данные)
- 1 января 1941 года — 7556 человек
- 1 июля 1941 года — 8589 человек[5].

Приказ о закрытии не найден (Смирнов, 1998). Согласно приказу НКВД № 001475 от 14.12.1939 года ИТЛ объединён с лагерем Дальстроя (Приморский район Дальстроя). Последние сведения в сводках учётно-распределительного отдела значатся на 1 июля 1941 года. Согласно приказу НКВД № 0110 от 19.03.1940 года строительство было передано в ведение Отдела морского строительства ГУЛАГа. Закрыт в 1941 году.
Работы (по строительству порта) были начаты в 1939 году и приостановлены в связи с войной. После закрытия «Управления исправительно-трудового лагеря и строительства № 213» строительство торгового порта было передано «Дальстрою» НКВД.